# Luz coherente
Se denomina luz coherente cuando está formada por ondas luminosas con fase coherente y que por tanto conservan una relación de fase constante. Es decir, cuando es conocido el valor instantáneo del campo eléctrico en uno de los puntos, es posible predecir el del otro. Existen dos manifestaciones claramente diferenciadas de coherencia: la coherencia temporal y la espacial.

## Coherencia temporal
La coherencia temporal está relacionada con la correlación de la fase de la onda en un determinado punto alcanzado por la misma en dos instantes de tiempo diferentes. Si consideramos el campo eléctrico en un punto {\displaystyle P} en dos instantes distintos {\displaystyle t} y {\displaystyle t+T} se define el tiempo de coherencia como el máximo valor de {\displaystyle T} para que la diferencia de fase entre el campo en ambos instantes permanece predecible. 
La coherencia temporal se puede medir con el interferómetro de Michelson, en el cual se divide el haz de referencia en dos haces que se hacen interferir entre sí.
El elevado índice de coherencia temporal de los generadores LASER es explotado en diversas aplicaciones como medidas de distancias, velocidades, vibraciones, etc.

## Coherencia espacial
La coherencia espacial hace referencia a una relación de fase definida entre puntos distintos de una sección transversal de un haz luminoso. Para ilustrar este concepto consideremos 2 puntos {\displaystyle p_{1}} y {\displaystyle p_{2}} que se encuentran en la misma sección transversal del haz (superficie perpendicular a la dirección de propagación), y sean {\displaystyle E_{1}(t)} y {\displaystyle E_{2}(t)} los campos eléctricos en ambos puntos. Si la diferencia de fase entre los campos permanece constante en cualquier instante {\displaystyle t>0} se dice que entre ambos puntos hay una coherencia espacial perfecta. 
En general para un determinado punto {\displaystyle P_{1}}, los puntos {\displaystyle P_{2}}, para los cuales se cumple la condición de coherencia espacial, pertenecen a un área limitada en torno a {\displaystyle P_{1}} llamada área de coherencia, por lo que se dice que el haz presenta coherencia espacial parcial.
Para las fuentes luminosas convencionales el área de coherencia es del orden de 0.0001 mm², mientras que para el láser es del orden de 1 mm².
La forma de detectar la coherencia espacial en un haz luminoso es mediante el experimento de Young.
También va a influir en la divergencia del haz láser y por tanto va a estar relacionado con la direccionalidad; también afecta al tamaño del punto de focalización producido al atravesar el haz láser una lente.